# ダニエル・ファレアファ
ダニエル・ファレアファ（Daniel Faleafa、1989年2月13日 - ）は、ラグビー・プロD2、RCナルボンヌに所属するラグビー選手。

## プロフィール
- ニュージーランド・オークランド出身[1]。
- ポジションはロック(LO)、フランカー(FL)。
- 身長 195cm、体重 108kg
- U20ニュージーランド代表に選ばれたことがある[2]。
- トンガ代表キャップは25(2021年3月現在）でワールドカップ2019のトンガ代表に選ばれた[3]。

## 略歴
オークランド、ノースランド、サウスタンディストリクトズ、ランドウィック、アルビ、USコロミエ、コヴェントリーRFC、ルーアン、オースティン・エリートを経て、2020年、RCナルボンヌに加入。